# Ciutat metropolitana de Torí
La Ciutat metropolitana de Torí (en italià Città metropolitana di Torino, en piemontès Sità metropolitan-a 'd Turin, en arpità Cité metropolitêne de Turin, en occità Ciutat Metropolitana de Turin) és una ciutat metropolitana de la regió del Piemont dins Itàlia. Limita al nord amb la Vall d'Aosta, a l'est amb les províncies de Biella, Vercelli, Alessandria i Asti, al sud amb la província de Cuneo, a l'oest amb els departaments de Savoia (Alvèrnia - Roine-Alps) i Alts Alps (Provença-Alps-Costa Blava). Dins el seu territori hi ha part de les Valls Occitanes i les Valls arpitanes del Piemont.
Té una àrea de 6.827 km², i una població total de 2.291.719 Hab. Hi ha 316 municipis a la Ciutat metropolitana. L'1 gener 2015 va reemplaçar a la província de Torí.